# Kis Virtuózok Alapítvány
Peller Mariann producer, a Virtuózok megálmodója a műsorban feltűnt fiatal tehetségek támogatására hozta létre a Kis Virtuózok Alapítványt (English: Young Virtuosos Foundation) 2014 őszén Batta Andrással, Miklósa Erikával, a Batthyány családdal, Molnár Levente operaénekessel, továbbá Plácido Domingo menedzserével, Nicholas Markóval.
A Virtuózok nem csupán egy műsor, hanem mozgalom, és a valódi munka a műsor után kezdődik. A Virtuózok értékteremtő erejét már számos piacvezető cég is felismerte, többek közt az Erste Bank, a Neckermann Magyarország, a Huawei és az Armel Opera Festival, és támogatja az alapítványt, illetve magát a műsort.
2018 májusában került bejelentésre a hír[11], hogy a Virtuózok tehetségkutató licencjogait a Fulwell 73 – amely olyan híres tévéműsorok gyártója, mint a Sounds Like Friday Night, a The Late Show és a Roast Battle – szerezte meg, hogy elkészítse a műsor nemzetközi verzióját, elsőként az Egyesült Királyságban és az Egyesült Államokban. Plácido Domingo világhírű spanyol tenor az angliai székhelyű Virtuosos Holding Ltd. részvénytulajdonosává vált, amely a Virtuózok televíziós formátum nemzetközi jogainak tulajdonosa.
Peller Mariann az alapítás után elsőként kapta meg a Dohnányi Ernő-díjat, melyet a Duna Médiaszolgáltató kuratóriuma olyanoknak ítél oda, akik támogatásukkal és munkájukkal tevékenyen hozzájárulnak ahhoz, hogy a magyar közszolgálati média betöltse nemzeti és kulturális küldetését. A díjjal járó pénzjutalmat a Kis Virtuózok Alapítvàny számára ajánlotta fel.

## A Kis Virtuózok Alapítvány karitatív munkája
Az alapítvány ösztöndíjakkal, hangszervásárlással, hazai és külföldi koncertek szervezésével, menedzsment ismeretek átadásával segíti az ifjú művészeket. 2014-ben egy gyógyíthatatlan beteg versenyzőt, Kormányos Vanesszát ajándékoztak meg egy értékes hegedűvel, illetve jótékonysági árverést szerveztek a gyógykezelésének javára. Emellett több, nehéz anyagi körülmények között élő fiatal tehetségnek is adományoztak hangszert, például Kiss Zolinak, Jakab Rolandnak, Teo Gertlernek és Bonino Anna-Sofiának, akinek a hegedű mellett, a szklerózis multiplex betegsége kezelésének javára jótékonysági aukciót is tartottak.
Az alapítvány által támogatott tehetségek rendszeresen magyarországi és külföldi mesterkurzusokra juthatnak el.

## Az Alapítvány küldetése: értékteremtés és értékmegőrzés
Olyan gyerekeket támogat a Kis Virtuózok Alapítvány, akik példát tudnak mutatni másoknak. Az előadóművészek, a zene közvetítőinek segítése mellett a misszió másik alapvető célja a közönség nevelése. A műsorsorozat olyan társadalmi rétegeket hoz közel a klasszikus zenéhez, akik eddig egy szűk elit szórakozásának tartották azt.
A Virtuózok műsorban minden pillanat mögött kemény, kitartó gyakorlás, tanulás van. A verseny tehetségeit nem a műsor „hozza létre”, csak abban igyekszik segíteni nekik, hogy maximális figyelmet tudjanak fordítani arra az elképesztő munkára, amelyet még be kell fektetniük, hogy valódi művészekké váljanak.

## Lehetőség a komolyzenével való találkozásra
Azok számára, akik anyagi forrásuk híján nem tudnak jegyet vásárolni a Virtuózok koncertjeire, az Alapítvány lehetőséget biztosít a komolyzenével való találkozásra. Sok esetben tiszteletjegyeket adnak a rászoruló családoknak, intézményeknek, illetve szervezésükben rengeteg ingyenes koncertfellépés valósul meg az ország számos pontján.

## Klasszikus zenei előadások, koncertek gyermekotthonok, fogyatékkal élők iskolája, kórházban levő beteg gyermekek számára
Fontos küldetésük, hogy mozgalmuk által nagyobb figyelmet irányítsanak a fogyatékkal élőkre, ezáltal növeljék a társadalmi elfogadást és segítségnyújtási szándékot. A zene gyógyító ereje és közösség-összetartó szerepe közismert.

## Hangszeradományozás
A Kis Virtuózok Alapítvány több rászoruló fiatalt segített tehetségéhez méltó hangszerhez jutni. Így kapott hegedűt Kormányos Vanessza, Kiss Zoltán és Bonino Anna-Sofia, Teo Gertler, Jakab Roland, Tkacsuk Martin iskolája egy marimbát és Boros Misi egy Bösendorfer versenyzongorát, amelyet az Alapítvány és Bogányi Gergely közbenjárásával adományozott Rochlitz Andrea, dr. Vadász Krisztián örököse.

## Határon túli magyar tehetségek támogatása
A Kis Virtuózok Alapítvány rendszeresen koncerteket szervez magyarországi és külhoni Virtuóz gyermekek részvételével. Nyaranta az erdélyi Borospatakán, a Gyimesi skanzenben az ArtStart 4U és a Klassz Értékeink Egyesülettel együtt, Magyarország Kormánya és a Bethlen Gábor Alap támogatásával szerveznek több napon át tartó bentlakásos tábort, melynek során a legmagasabb színvonalú mesterkurzusokon vehetnek részt a tehetséges erdélyi gyermekek, magyarországi és határon túli művésztanárok közreműködésével. Emellett ösztöndíjjal és hangszeradományozással is segítenek a határon túli felfedezetteknek. A pozsonyi Teo Gertler és az erdélyi Jakab Roland, a Virtuózok 2016 különdíjasa és az Eurovisions Young Musicians 2016 magyar indulója is egy-egy mesterhegedűt kapott, a kárpátaljai Tkacsuk Martin iskolája pedig egy marimbát.

## Zenei képzés
A Kis Virtuózok Alapítvány ösztöndíjak által biztosít zenei képzéseket olyan tehetségek számára, akik elkötelezetten foglalkoznak a zeneművészet elsajátításával. A képzések a szakmai fejlődés mellett kapcsolatok kiépítésének lehetőségeit is szolgálják. A mesterkurzusok (Julian Rachlin, Patrizia Tassini, Isabelle Parrin, Florence Sitruk, Sebestyén Katalin, Duna Norbert, Gabriella Dall’Olio, Dr. Vigh Andrea, Alexander Boldachev, Lendvai József, Erdélyi mesterkurzusok, stb) mellett az Alapítvány támogatottjai részt vehetnek olyan nemzetközi tekintélynek örvendő magántanárok óráin, mint pl. Prof. Dr. Laki Krisztina, Hideki Machida, Dénes László, Margit Süss, Natalia Gorbunova.

## Találkozás világhírű művészekkel
A Kis Virtuózok Alapítvány fontos, inspiráló találkozásokat is szervez támogatottjai számára a világ legismertebb klasszikus zenei művészeivel, zeneszerzőivel.
Az Alapítvány tiszteletbeli kuratóriumi tagja, Nicholas Marko segítségével 2015-2017 között többször is találkozhattak a gyerekek Plácido Domingoval, aki a kezdetektől támogatja a Virtuózok eszméjét. A találkozás mellett meghallgatást is tartott, először az első évad korcsoportnyertese, Gyöngyösi Ivett zongoraművész, majd a harmadik évad abszolút győztese, Kristóf Réka élhetett a lehetőséggel.
2015-ben Sarah Brightman énekesnővel találkozhatott egyik gyógyíthatatlan beteg támogatottjuk, Kormányos Vanessza, a Vanessza javára rendezett jótékonysági est előtt.
2017-ben az Alapítvány szervezésében néhány kis virtuóz találkozhatott Hans Zimmer zeneszerzővel annak budapesti fellépése előtt.

## Legjobb Zenetanár díj[14]
A Kis Virtuózok Alapítvány hagyományteremtő szándékkal 2016-ban létrehozta "A Legjobb Zenetanár" díját, amellyel azok előtt kívánnak tisztelegni, akik kimagasló szakmai munkájukkal régóta segítik a magyar zenetanítást.

### 2016 - Legjobb Zenetanár díj
Megyimóreczné Schmidt Ildikó (zongora)
Natalia Gorbunova (hárfa)
Ifj. Lakatos György (hegedű)

### 2017 – Legjobb Zenetanár díj
Ácsné Szily Éva (hegedű)
Szászné Réger Judit (hegedű)
Salamon Réka (zongora)
Gábor József (posztumusz, zongora)

## Alapítók és kuratóriumi tagok[15]
- Balog Zoltán Emberi erőforrás minisztere, tiszteletbeli elnökség elnöke
- Dr. Batta András elnök
- Peller Mariann alapító és titkár
- Miklósa Erika alapító
- Batthyány Ádám Antal kuratóriumi tag
- Batthyány-Schmidt Margit kuratóriumi tag
- Molnár Levente kuratóriumi tag
- Szőke Tibor kuratóriumi tag
- Varga Edit kuratóriumi tag
- Nagy Lajos kuratóriumi tag
- Nicholas Marko tiszteletbeli elnökségi tag
- Jelasics Radován tiszteletbeli elnökségi tag
- Vizler Viktória tiszteletbeli elnökségi tag
- Lengyel András tiszteletbeli elnökségi tag